# Gedeutereerd trifluorazijnzuur
Gedeutereerd trifluorazijnzuur (ook aangeduid als trifluorazijnzuur-d of TFA-d) is een gedeutereerd oplosmiddel met als brutoformule C2DF3O2. Het is een isotopoloog van trifluorazijnzuur en wordt gebruikt als oplosmiddel in de NMR-spectroscopie. De stof komt bij kamertemperatuur voor als een kleurloze corrosieve vloeistof, die in alle verhoudingen met water mengbaar is.
Gedeutereerd aceton · Gedeutereerd acetonitril · Gedeutereerd azijnzuur · Gedeutereerd benzeen · Gedeutereerd broombenzeen · Gedeutereerd 1-butanol · Gedeutereerd chloorbenzeen · Gedeutereerd chloroform · Gedeutereerd cyclohexaan · Gedeutereerd dichloormethaan · Gedeutereerd di-ethylether · Gedeutereerd dimethylformamide · Gedeutereerd dimethylsulfoxide · Gedeutereerd 1,4-dioxaan · Gedeutereerd ethanol · Gedeutereerd heptaan · Gedeutereerd hexaan · Gedeutereerd methanol · Gedeutereerd nitrobenzeen · Gedeutereerd nitromethaan · Gedeutereerd octaan · Gedeutereerd pentaan · Gedeutereerd pyridine · Gedeutereerd tetrahydrofuraan · Gedeutereerd tolueen · Gedeutereerd trifluorazijnzuur · Gedeutereerd water